# Ercheia subdubia
Ercheia subdubia är en fjärilsart som beskrevs av Embrik Strand 1914. Ercheia subdubia ingår i släktet Ercheia och familjen nattflyn. Inga underarter finns listade i Catalogue of Life.